# Srbice u Kolovče

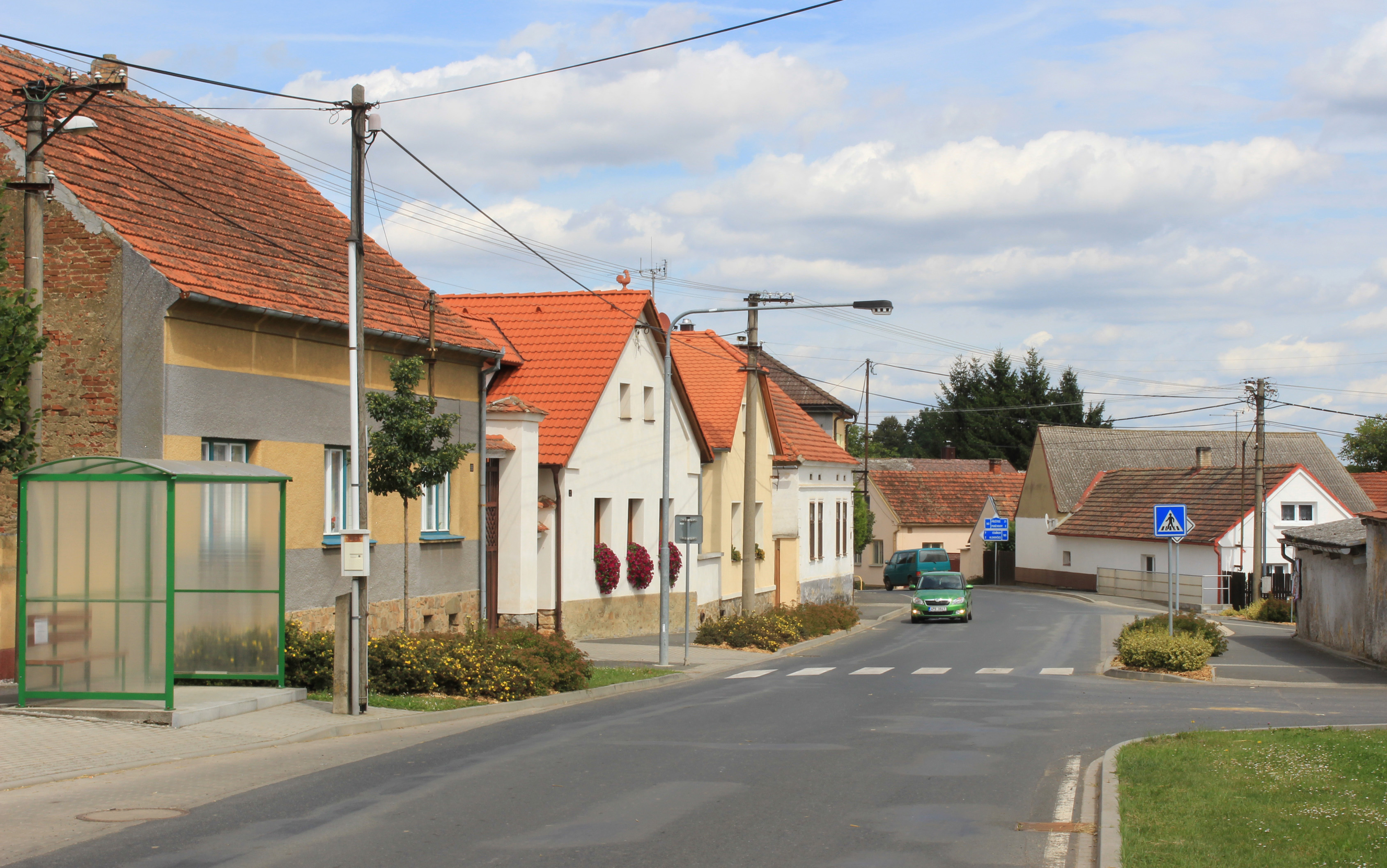
Die Hauptstraße

Srbice (deutsch Serbitz) ist eine Gemeinde im Okres Domažlice im Plzeňský kraj in Tschechien. Die Gemeinde hat 384 Einwohner (2005) und erstreckt sich über eine Fläche von 13,84 km².

## Geographie
Die Gemeinde befindet sich in der touristischen Region Přesticko etwa 20 Kilometer nordöstlich von Domažlice und etwa 35 Kilometer südwestlich von Plzeň um die 430 Meter über dem Meeresspiegel.

## Bevölkerung
Die Bevölkerungsentwicklung in der Gemeinde ist allgemein negativ. Dabei bildet der Ort Srbice eine Ausnahme. Die einzelnen Orte der Gemeinde hatten im Jahr 2005 (1991) folgende Einwohnerzahlen:
- Srbice: 191 (188)
- Těšovice: 81 (97)
- Strýčkovice: 106 (141)
- Háje: 6 (9)

## Geschichte
Der Ort Srbice wurde erstmals um 1195 bis 1226 erwähnt, als Přibyslava, die Gemahlin des Magnaten Chotěbor, zum Dank für die Aufnahme ihrer Tochter in das Kloster Doksany, den Ort dem Kloster zum Geschenk machte.

## Gemeindegliederung
Die Gemeinde Srbice besteht aus den Ortsteilen Háje (Hainhof), Srbice (Serbitz), Strýčkovice (Stritschkowitz) und Těšovice (Tieschowitz).
Das Gemeindegebiet gliedert sich in die Katastralbezirke Srbice u Kolovče, Strýčkovice und Těšovice u Kolovče.